# Albert Harvey
Albert Maurits Seto Budhai (Utrecht, 3 maart 1986), professioneel bekend als Albert Harvey, is een Nederlandse muzikant, songwriter en producer.
Als producer en songwriter heeft Harvey bijgedragen aan de verkoop van meer dan 100 miljoen streams wereldwijd met zijn werk met artiesten en producenten als David Guetta, Stargate, Nicky Romero, Chuckie, Carl Falk, Alice Chater, Iggy Azalea, SFB, J Balvin, Armin Van Buuren, Sunnery James & Ryan Marchiano, Giorgio Tuinfort, Deepend en Mr Probz.

## Levensloop
Als student volgde Albert Harvey het Albeda College voor Muziek & Professionele Audio in Rotterdam.
Albert leerde op 8-jarige leeftijd piano spelen, maar heeft de theorie nooit echt bestudeerd. Hij groeide op bij zijn oma en opa en maakte daar kennis met zangkoor van de kerk.

## Carrière
In 2010 richtte Albert Harvey samen met Abrigaël Kevin Ramos het DJ-collectief Glowinthedark op. In de daaropvolgende jaren scoorden ze verschillende EDM- en hiphopclubhits samen met artiesten als David Guetta, Deorro, DJ Chuckie, Frenna, SFB, Ronnie Flex en Lil Kleine.
DJ Chuckie bood Albert in 2014 de kans om samen te werken met het producersduo Stargate in New York.
In 2017 startte begon Albert Harvey met het produceren van album materiaal van David Guetta. Tijdens zijn reizen naar Los Angeles werkte hij aan projecten voor David Guetta met artiesten als G Eazy, J Balvin, Lil Uzi Vert, Saweetie en Madison Beer.
Gedurende die tijd ontwikkelde Albert Harvey een vriendschap met Carl Falk, Zweden. Samen werkten ze aan meerdere platen zoals Fades Away van Avicci en Lola van Iggy Azelea ft Alice Chater.